# Nevin Çokay
Nevin Çokay (Isztambul, 1930 – Foça, 2012. július 24.) török festő, művészet- és művészettörténet-tanár.

## Élete
Isztambulban született, gyerekkorát Törökország különböző részein töltötte. 1947-ben kezdte látogatni Bedri Rahmi Eyüboğlu stúdióját az Isztambuli Szépművészeti Akadémián, ahol 1953-ban végzett. Csatlakozott a „tízek csoportjához” is. 1950 és 1953 között a Nedim Otyam vezette Népzenei Állami Kórus tagja volt; a koncertek mellett szinkronnal is foglalkozott és szerepelt a Yurda Dönüş című filmben.
Első kiállítására az isztambuli Maya galériában került sor 1953-ban. 1954-től teljesen a festésnek szentelte magát. Festményeit kiállították az isztambuli Állami Festészeti és Szobrászati Múzeum kiállításain, valamint a Fiatal Művészek Biennáléján Párizsban. 1961-ben második helyezést ért el az Isztambuli Művészeti Fesztiválon. 1979-ben meghívták Hollandiába, ahol képeit egy éven át különböző kiállításokon és galériákban állították ki Deventerben, Hágában és Rotterdamban. Képei nyilvános és privát gyűjteményekben is megtalálhatóak Németországban, Hollandiában, valamint az isztambuli Állami Festészeti és Szobrászati Múzeum, a Kulturális és Turisztikai Minisztérium, az isztambuli városi önkormányzat, az Isztambuli Egyetem és az Umjetnicka Galerij tulajdonában.
Nevin Çokay tizenhét éven át működött középiskolai művészet- és művészettörténet-tanárként, és tíz éven át magánórákat is adott festésből galériák stúdióiban. Élete utolsó éveiben saját műtermében dolgozott az Izmir tartománybeli Foça városában.
Nyolcvankét évesen hunyt el Foçában, 2012. július 24-én. Házasságából egy fia született.

## Fordítás
- Ez a szócikk részben vagy egészben  a   Nevin Çokay című angol Wikipédia-szócikk ezen változatának fordításán alapul.  Az eredeti cikk szerkesztőit annak laptörténete sorolja fel. Ez a jelzés csupán a megfogalmazás eredetét és a szerzői jogokat jelzi, nem szolgál a cikkben szereplő információk forrásmegjelöléseként.

## Külső hivatkozások
- Hivatalos weboldal
- Eczacıbaşı Virtuális Múzeum